# 光照寺 (江戸川区)

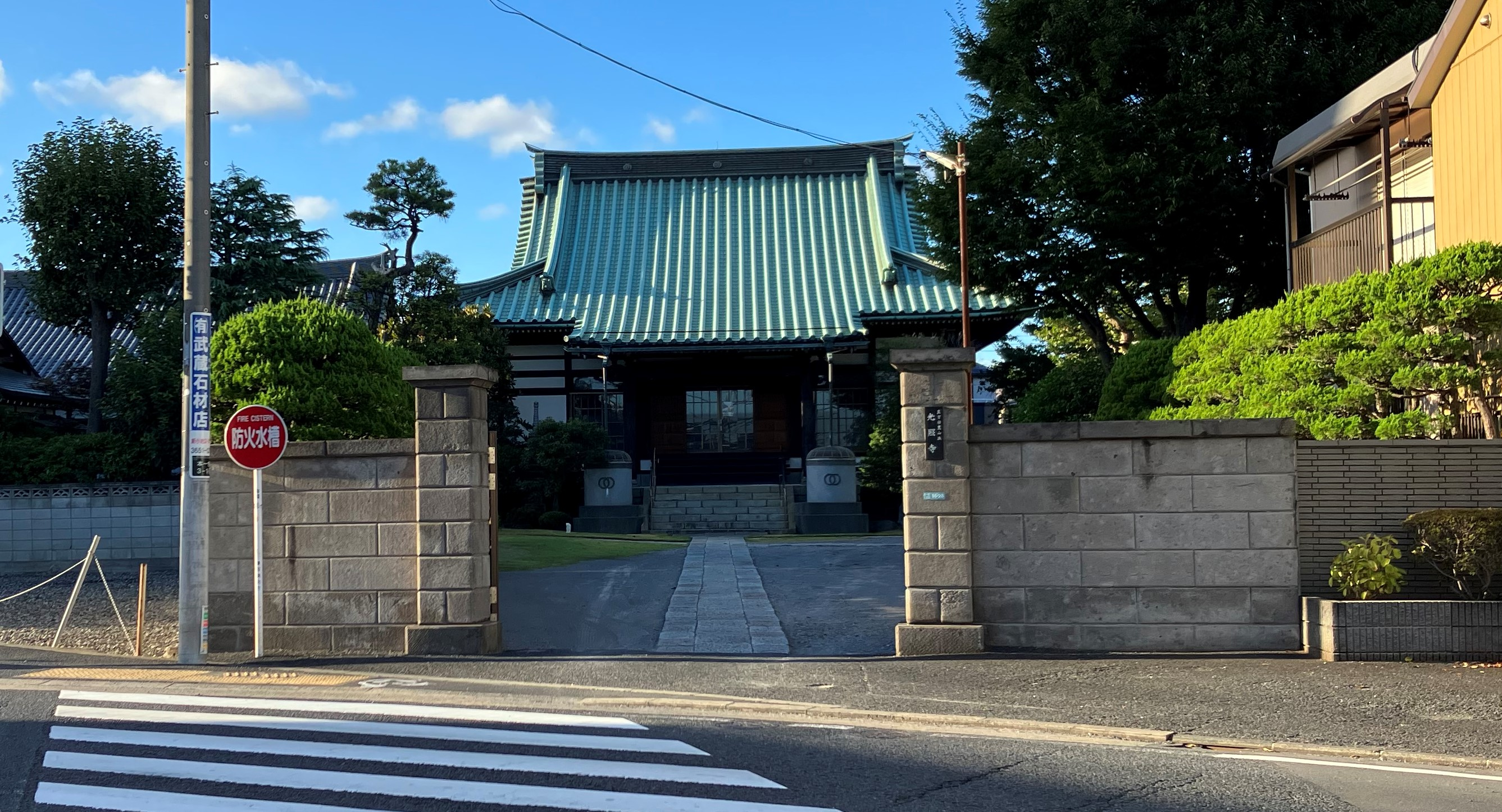
門

光照寺（こうしょうじ）は、東京都江戸川区にある真言宗豊山派の寺院。

## 歴史
1387年（嘉慶元年）、正如法印によって開山された。当初の名称は「慈眼寺」であったが、1745年（延享2年）に「光照寺」と改称した。
元々は別の場所に位置していたが、1872年（明治5年）に現在地にあった廃寺「紫雲山浄本院円勝寺」跡に移転した。当寺の山号や院号は、この廃寺に由来している。

## 文化財
- 松井市五郎筆子塚 - 江戸川区登録有形文化財・歴史資料、平成12年2月22日告示[2]

## 交通アクセス
- 新小岩駅より徒歩15分。